# زندگی دوباره من
زندگی دوبارهٔ من (کره‌ای: 어게인 마이 라이프؛ انگلیسی: Again My Life) یک مجموعهٔ تلویزیونی کره جنوبی سال ۲۰۲۲ با بازی لی جون گی، لی گیونگ-یونگ، کیم جی-اون و جونگ سانگ-هون است. این مجموعه بر پایهٔ یک وب ناول با همین نام و منتشر شده توسط کاکائوپیج است و همچنین به صورت وب‌تون نیز منتشر شده‌است. این مجموعه از ۸ آوریل تا ۲۸ مه ۲۰۲۲، روزهای جمعه و شنبه ساعت ۲۲:۰۰ (کی‌اس‌تی) از اس‌بی‌اس برای ۱۶ قسمت پخش شد. زندگی دوبارهٔ من همچنین برای استریم در ویو در مناطق منتخب قابل دسترسی است.

## خلاصهٔ داستان
این مجموعه دربارهٔ یک دادستان جوان است که در حین تلاش برای گیر انداختن یک رئیس جنایتکار قدرتمند، کشته می‌شود، اما به او فرصت دوباره‌ای داده می‌شود تا زندگی جدیدی را برای عدالت آغاز کند.

## بازیگران

### اصلی
- لی جون گی در نقش کیم هی وو[۱۲]
- لی گیونگ-یونگ در نقش جو ته سوب[۱۲]
- کیم جی-اون در نقش کیم هی آه[۹]
- جونگ سانگ-هون در نقش لی مین سو[۱۳]

### مکمل
- کیم جه-کیونگ در نقش کیم هان می[۱۴]
- هان دام هی[۱۵]
- کیم دو کیونگ در نقش مون سونگ هوان[۱۶]
- لی جه وو در نقش کانگ مین سوک[۱۷]
- چا جو یونگ در نقش هان جی هیون[۱۸]
- چوی کوانگ ایل در نقش کیم سوک هون[۱۸]
- هونگ بی را در نقش کیم کیو ری[۱۸]
- پارک چول-مین در نقش کیم چان سونگ[۱۸]
- کیم هی-جونگ در نقش لی می اوک[۱۸]
- کیم هیونگ موک در نقش جونگ ایل هیون[۱۸]
- لی کیونگ مین در نقش دادستان سونگ هیوک

### حضور ویژه
- لی سون جه در نقش وو یونگ سو[۱۸]